# 二水老街

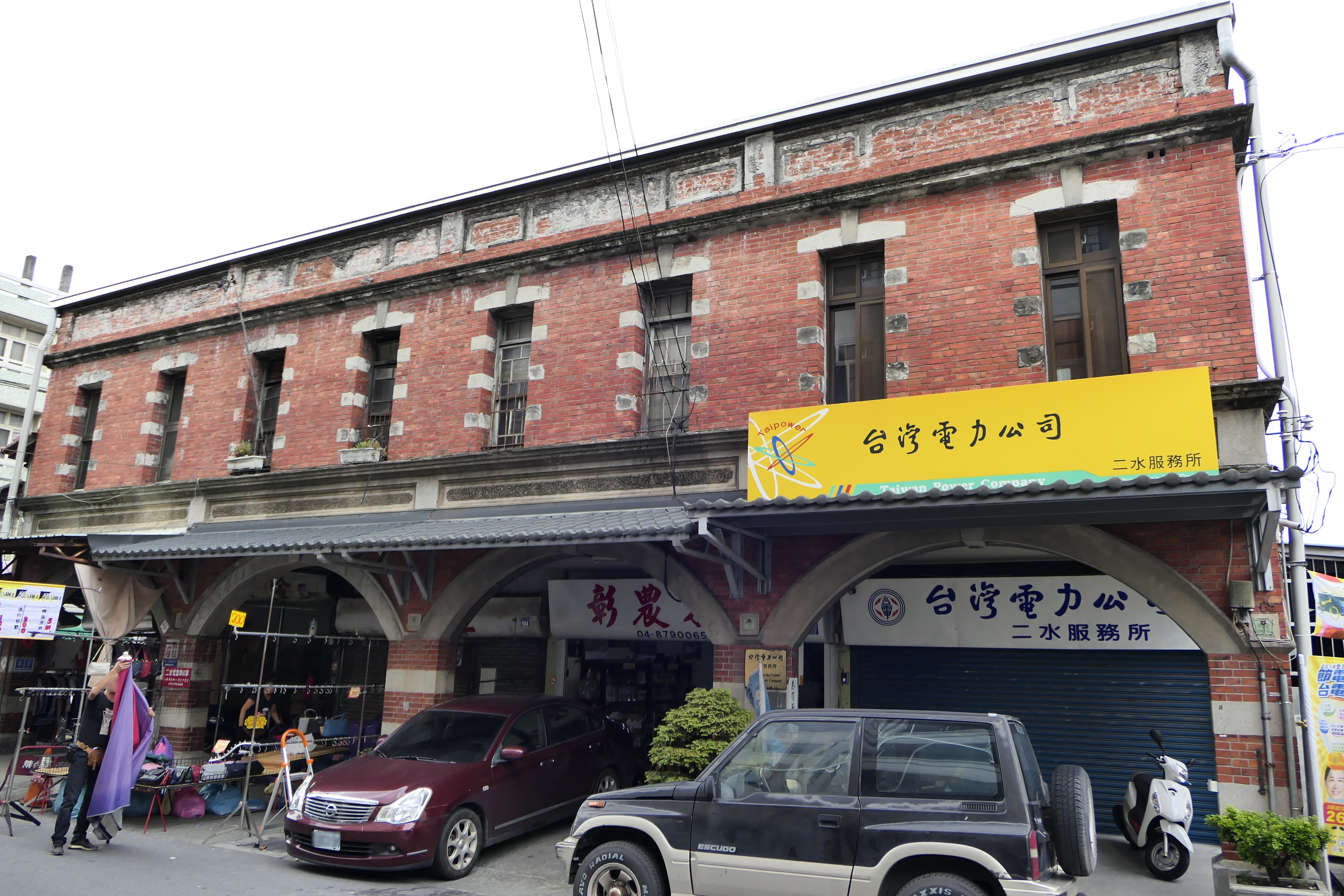
二水張老嚶宅

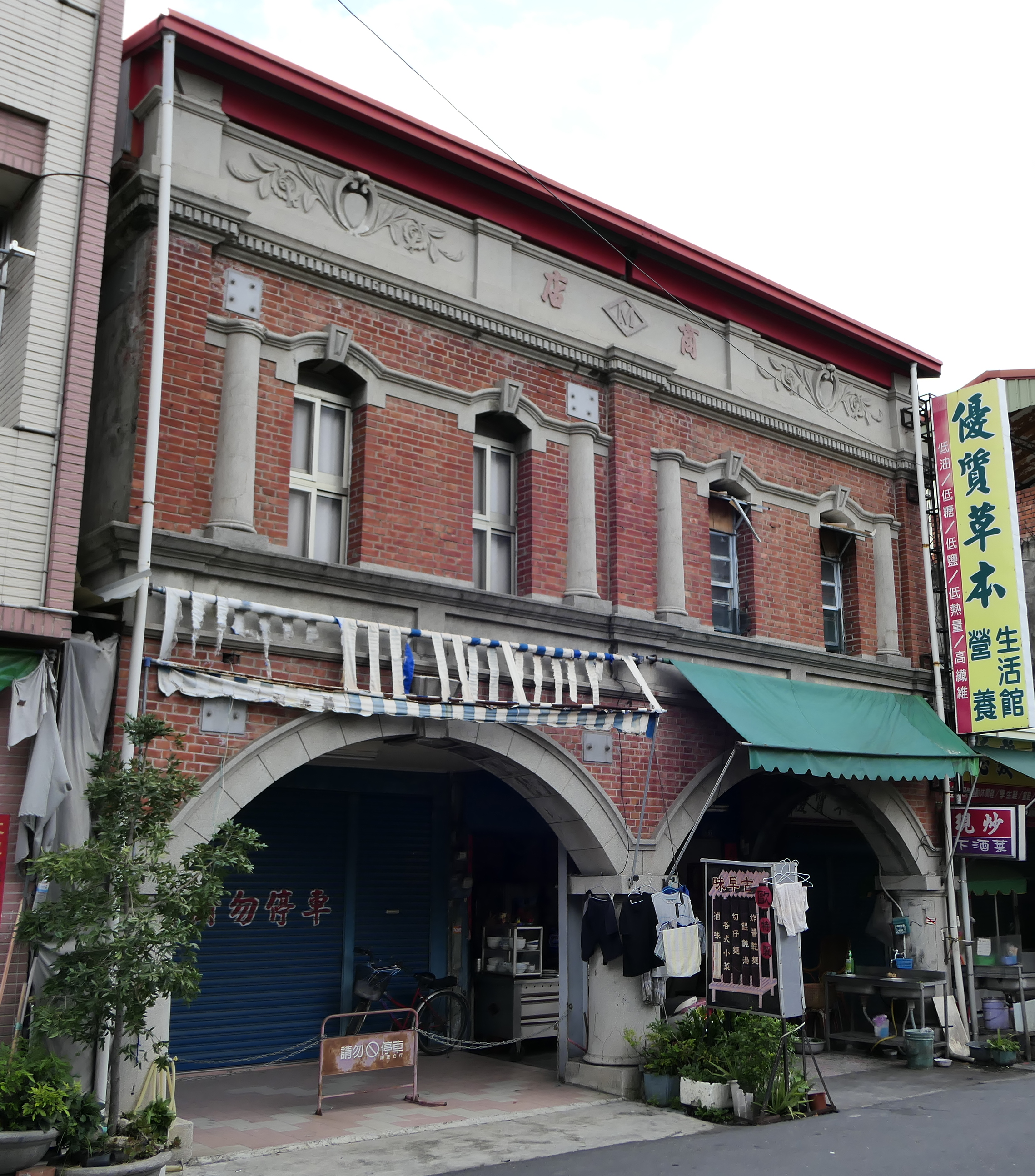
二水謝毛宅

二水老街位在臺灣彰化縣二水鄉，主要是指位在二水車站前方的光文路，以及相連的員集路三段、四段一帶。而光文路與與員集路交會處一帶稱為「三角仔」，此處有三棟具有特色的紅磚街屋，分別是張老嚶宅、謝毛宅與鄭鼎宅（舊英源醫院）。二水車站到「三角仔」之間的光文路，是二水鄉最繁榮的地區。

## 老屋

### 張老嚶宅
張老嚶（1889─1944）是日治時期二水一地的大富翁。年少時家貧未就學，販賣竹材為生。後來因獲得三井竹山營業所竹材總經銷權，以及收購製材廠時在貯木池底部挖出不少木材等際遇，而逐漸富裕起來。1923年與謝毛集資設立香蕉市場收購香蕉運往日本販賣，但據說因為事先未打通關節，最初數批香蕉都被定為劣級品。張老嚶與謝毛感覺有異便前往日本橫濱港，裝成碼頭工人參與驗貨流程，結果評審人員連看都沒看就直接說不合格。張老嚶遂將事前請來的律師與當地主管人員找來逐一重新檢驗，結果是一級品。之後兩人告上法院，日本的組合團體自知理虧而請求協議和解，將過去的香蕉都列為一級品並補足差額。相傳這筆賠償金額有12、3萬，相當於新臺幣2、3億。兩人將賠償金均分之後，據說張老嚶便買下三角仔的土地蓋紅磚街屋。
張老嚶宅過去的規模據說是四合院式建築，最前面是光文路上街屋，也是僅存的部分，分成四間店面。店面後面有左右廂房與中庭花園，再來則是第二進的住屋，長有60公尺，到現在的二水超市旁。但後來因為張家家道中落，街屋後方的部分都已變賣改建。另外日治時期這四間店鋪之中，過去開有「丹鳳樓」（有女服務生陪酒）及「朝鮮亭」（可住宿，今光文路102號），是富豪鄉紳時常造訪之處。

### 謝毛宅
謝毛宅是三角子三間紅磚街屋中規模最小，但正面立面裝飾最華麗的。二樓女兒牆上面有「M」和「商店」字樣，而「M」可能是指謝毛的「毛」字。

### 鄭鼎宅

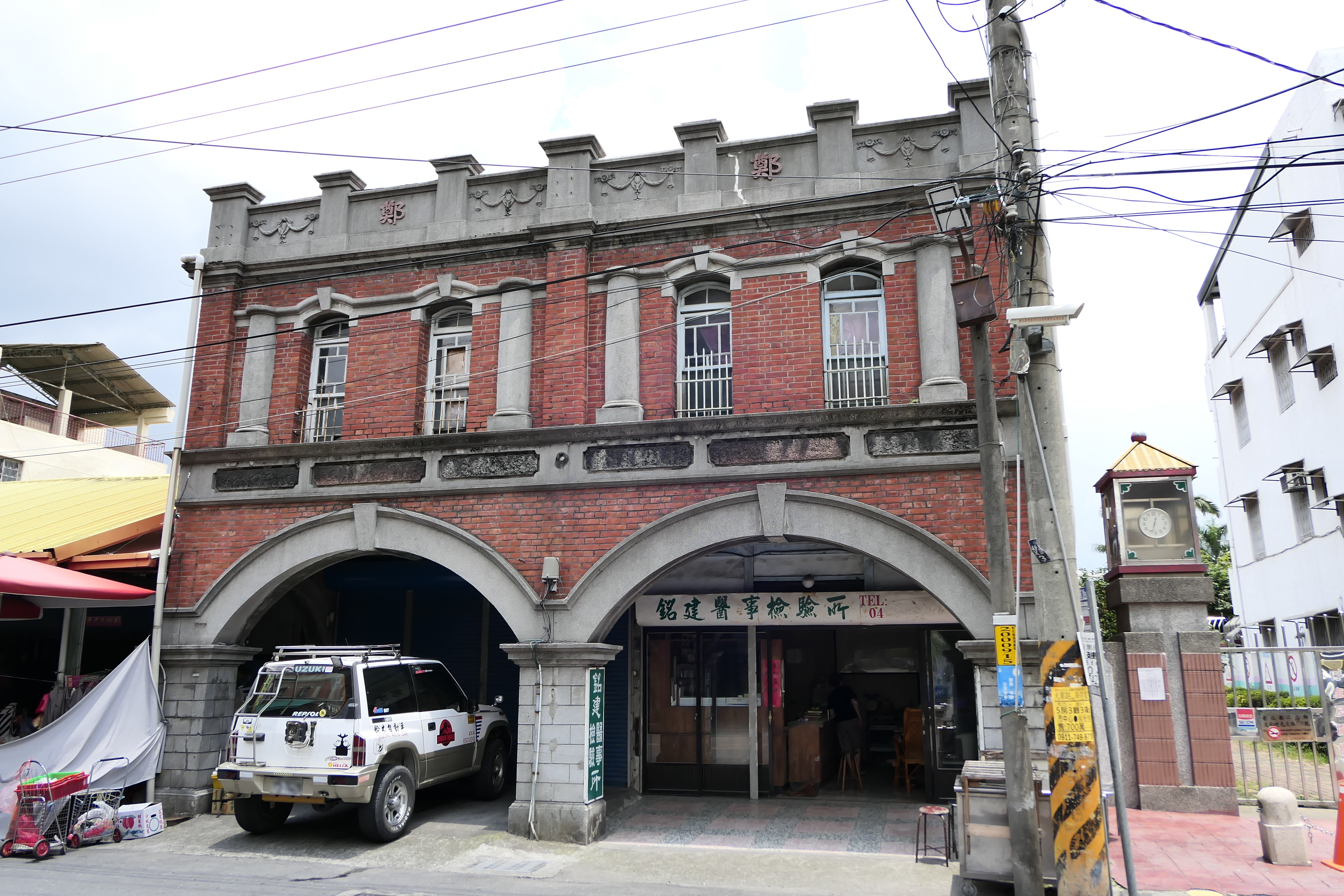
二水鄭鼎宅，舊英源醫院

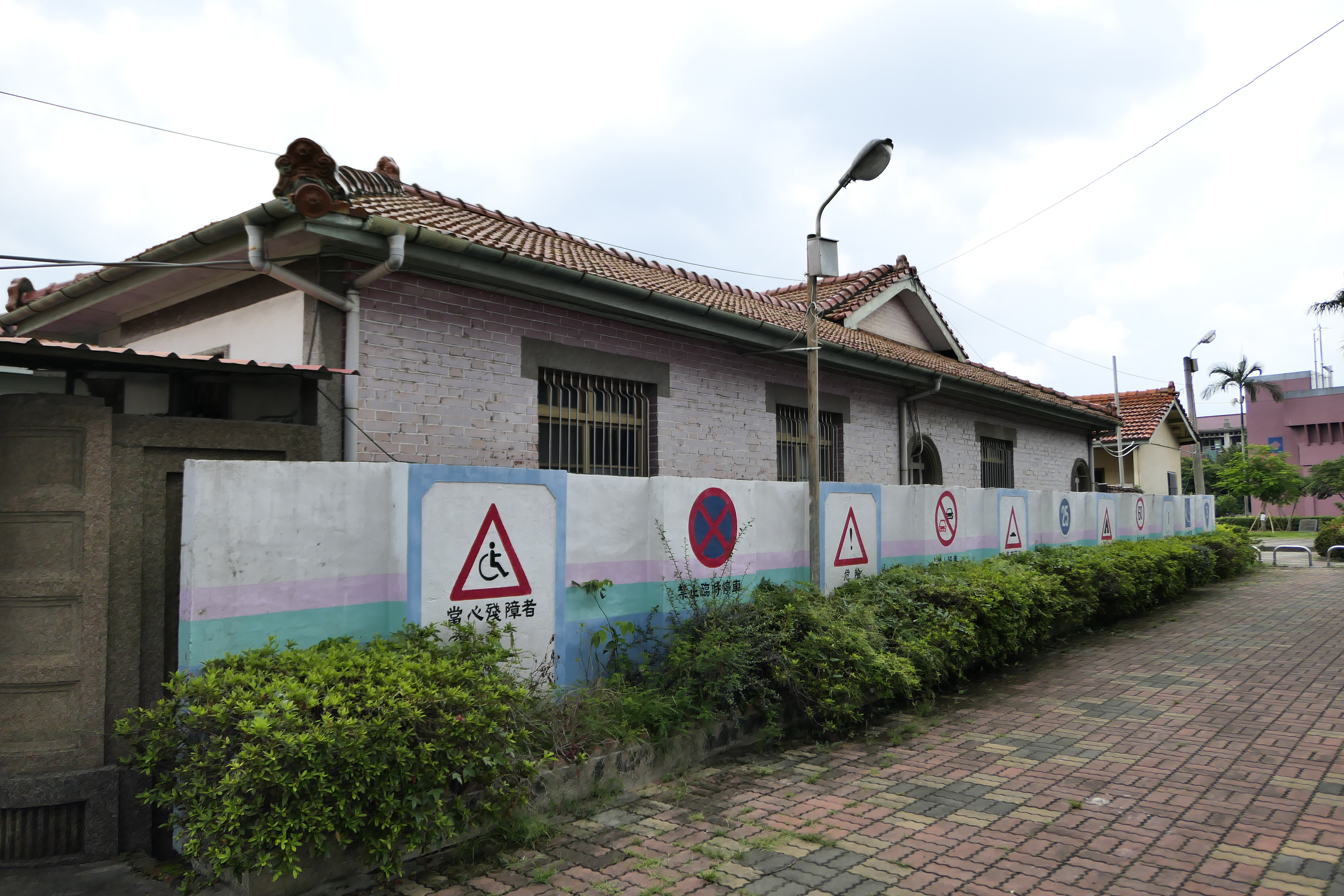
二水鄭鼎宅後面兩進

鄭鼎宅在謝毛宅對面，二水國小校門旁。鄭鼎（1896年─1953年）是二水出生的首位西醫，第一進街屋過去便是他所開設的英源醫院，是從鹿港請來的名師所建。而在街屋後方則有中庭及迴廊、第二進廳堂、小花園、第三進內廳，這些部分是1950年落成，是鄭鼎聘請二水當地匠師王秋逢（文枝師）增建。在左迴廊走道下過去曾設有防空洞，是二次大戰躲避空襲而設，但後來因已失去功能，為避免幼童跌入而封閉起來。
鄭鼎宅的格局是三進兩院，第一進是兩間店面，後面兩進則是三合院的樣子，建材則包括紅磚、木頭、鋼筋混凝土等。

### 英源醫院

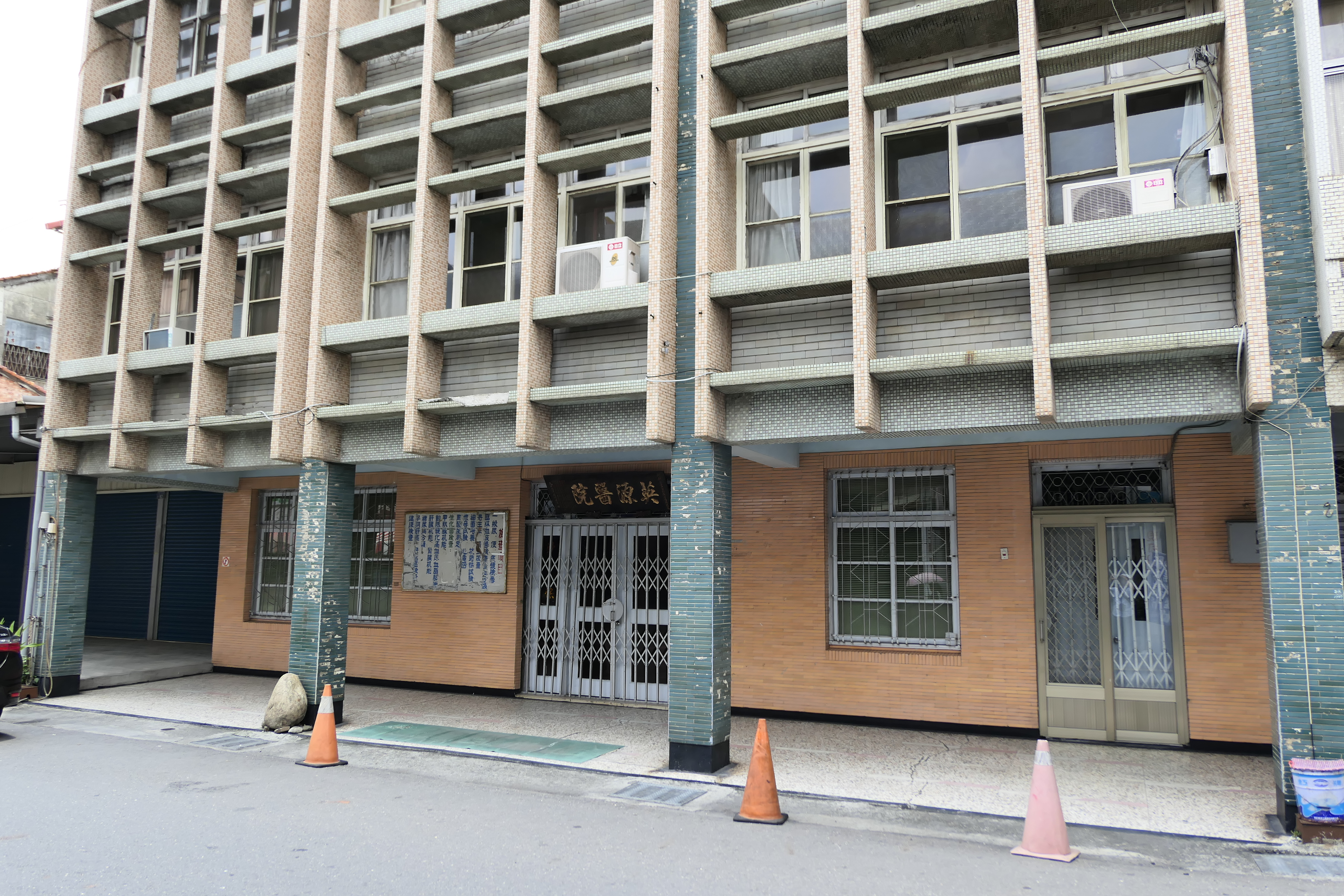
二水英源醫院

英源醫院是二水首間鋼筋混凝土建築，是鄭鼎長子鄭瑞堂在1964年因舊有院址（鄭鼎宅）空間不夠，而另外新建的建築。1966年4月17日落成，裡頭有診療室、化驗室、候診室、觀察室、病房和X光室，當初規劃時也預留給鄭瑞堂之弟鄭天助（心臟科醫師）回鄉服務的空間。興建費用約是當時的新臺幣7、80萬元，而同時期街道上一間店面約是值2萬元。

## 其他
二水鄉有諺語「庄腳做戲食肉，街仔路做戲食搭」，是指過去農曆十月媽祖出巡，各村輪流拜拜時落，以邀請住在街上的親友到家中「看冬尾戲」吃拜拜為榮。但輪到。老街上的人拜拜時，卻少有禮尚往來的邀請鄉下親友去吃拜拜。